# Kathy McMillan
Kathy McMillan, född 7 november 1957 i Raeford i North Carolina, är en amerikansk friidrottare inom längdhopp.
Hon tog OS-silver i längdhopp vid friidrottstävlingarna 1976 i Montréal. 